# New Amsterdam FC
El New Amsterdam Football Club es un equipo de fútbol de los Estados Unidos, con base en la ciudad de New York. Fue fundado el 20 de abril de 2020 y juega en la National Independent Soccer Association, tercer nivel del país.

## Historia
En abril de 2020 se anunció oficialmente el nuevo club de la NISA, New Amsterdam FC. El nombre es en referencia a Nueva Ámsterdam, asentamiento del siglo XVII que finalmente se convirtió en la ciudad de Nueva York.
En mayo de 2020, el director deportivo Maximilian Mansfield, anunció que la plantilla del club será formada por 50 a 60 % de neoyorquinos. El 3 de julio el club fichó a su primer jugador, el centrocampista Martin Williams oriundo de Brooklyn.
El 30 de julio se anunció a Eric Wynalda, ex internacional estadounidense y exjugador de la MLS, como primer entrenador del club. Sin embargo, renunció a los 18 días por razones personales.
Jugó su primer encuentro el 2 de agosto contra el New York Cosmos por la NISA Independent Cup, fue empate 1-1.